# 5 Dywizja Strzelców Polskich (WP na Wschodzie)

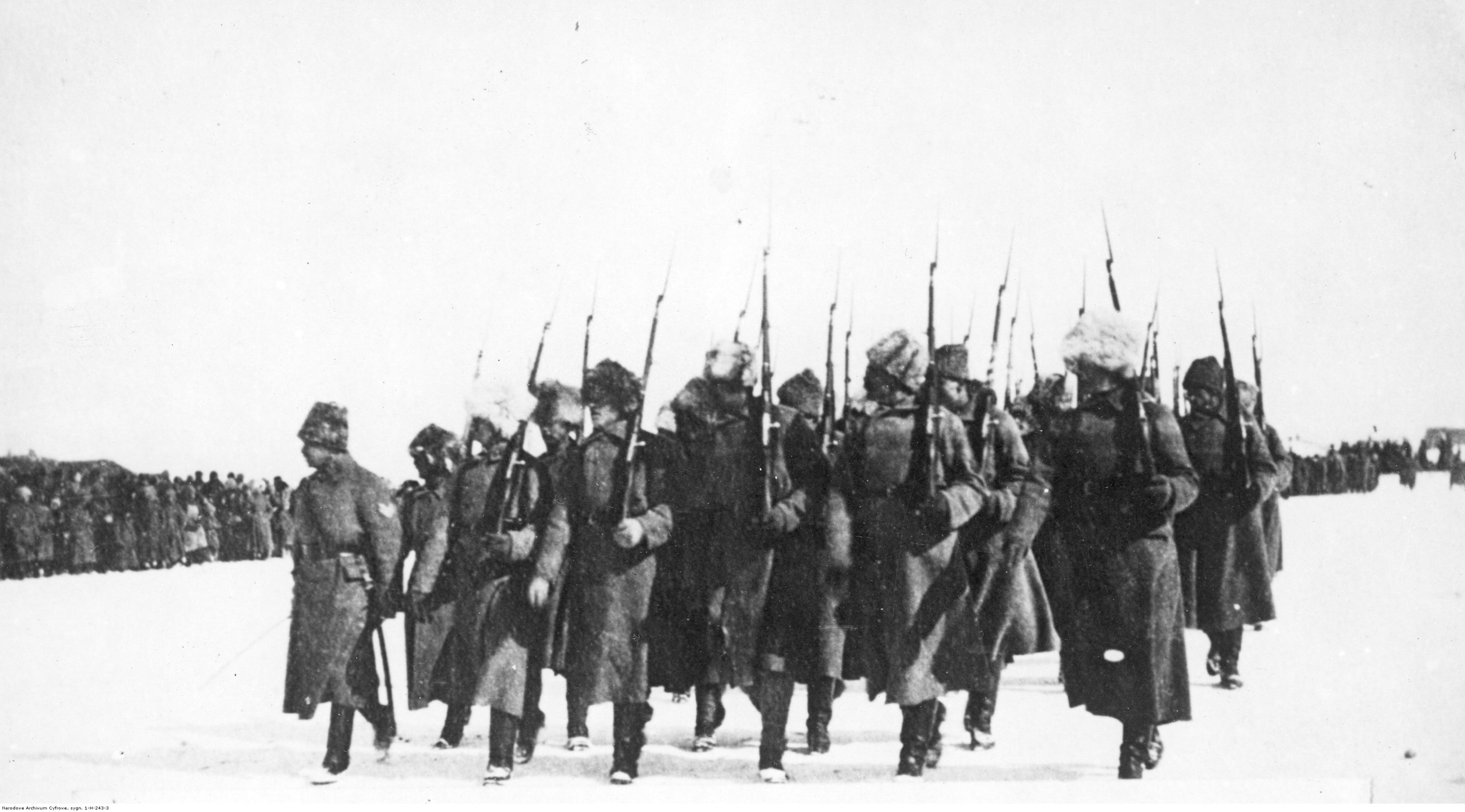
Defilada 5 Dywizji Strzelców Polskich w Nowonikołajewsku, 1919

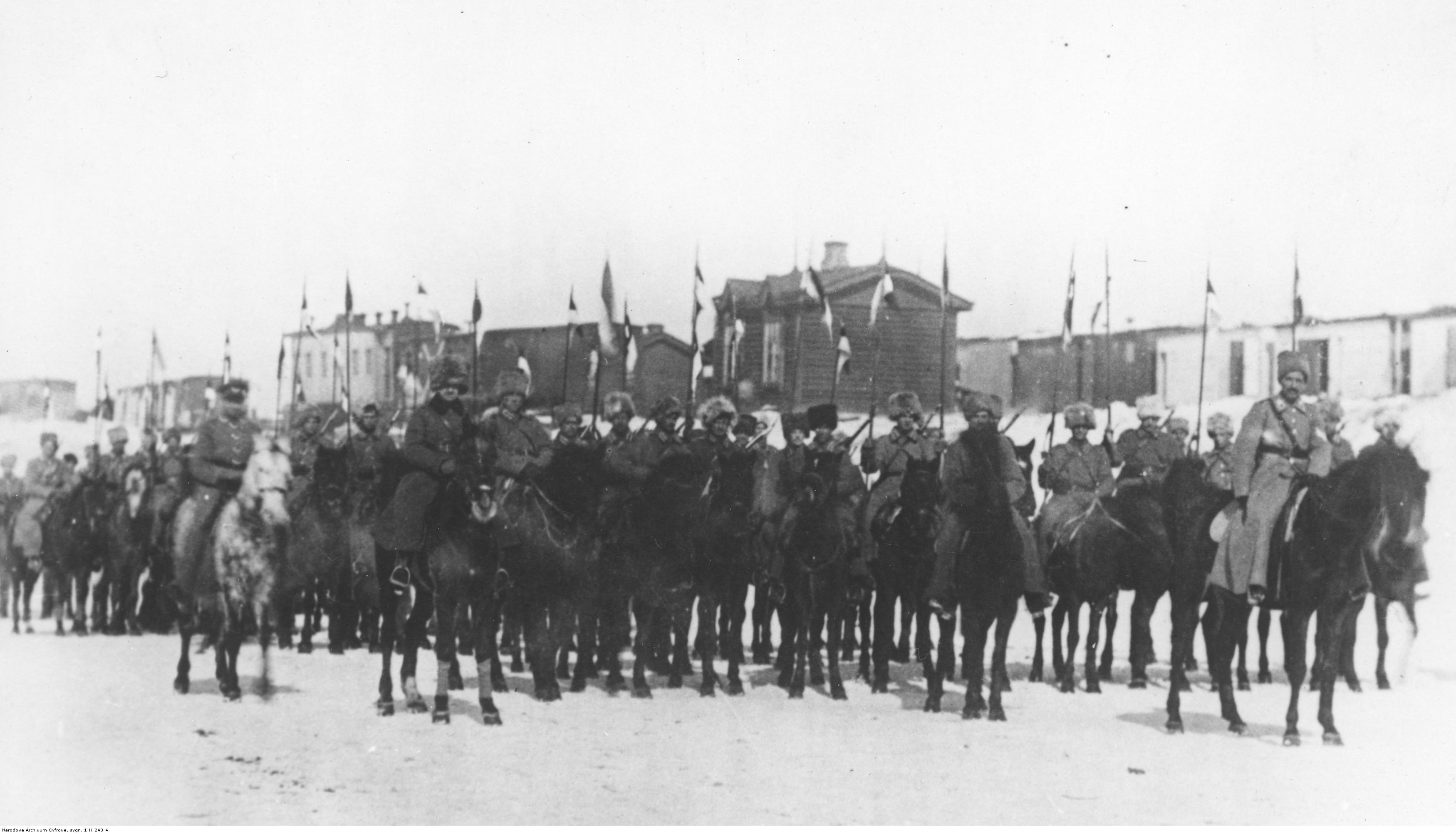
1 Szwadron Ułanów 5 Dywizji Strzelców Polskich w Nowonikołajewsku, 1919

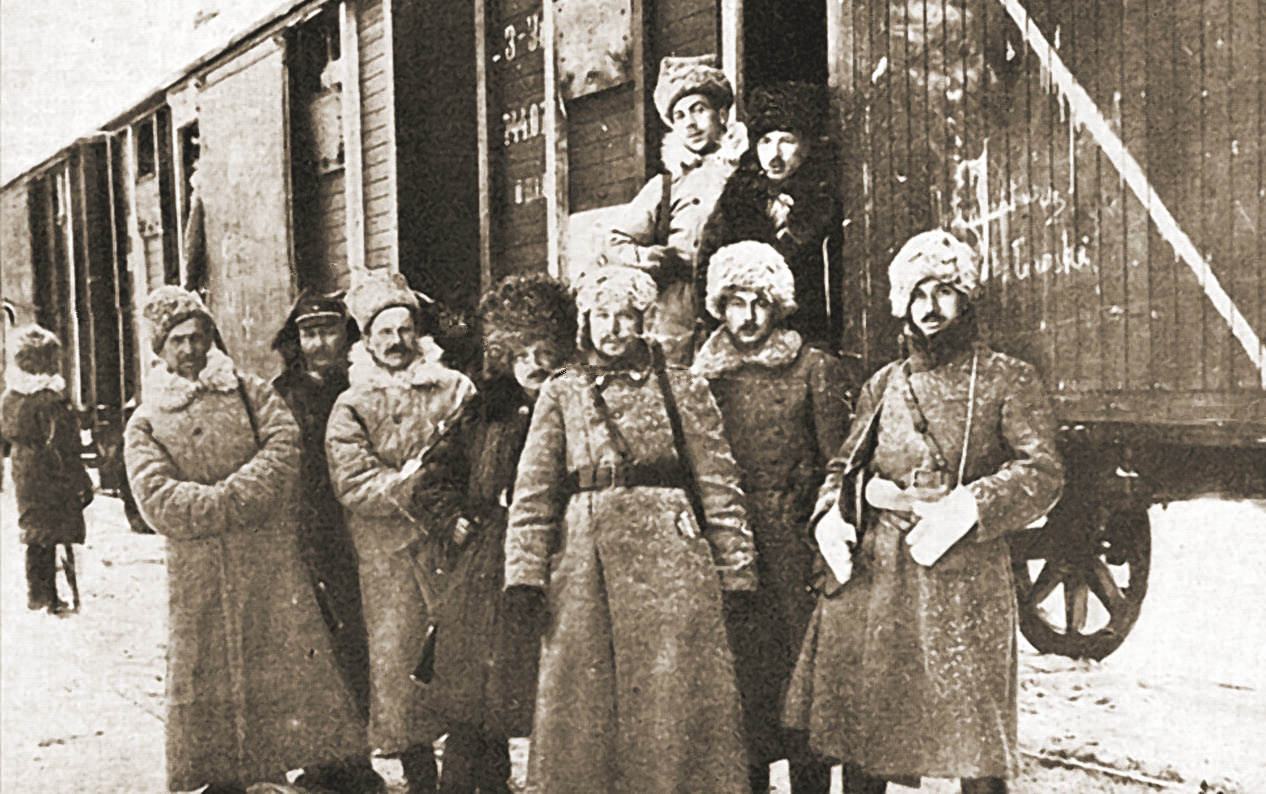
Żołnierze Dywizji Syberyjskiej w czasie transportu Koleją Transsyberyjską, zima 1919/1920

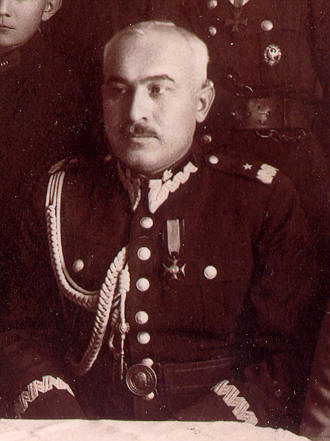
Walerian Czuma

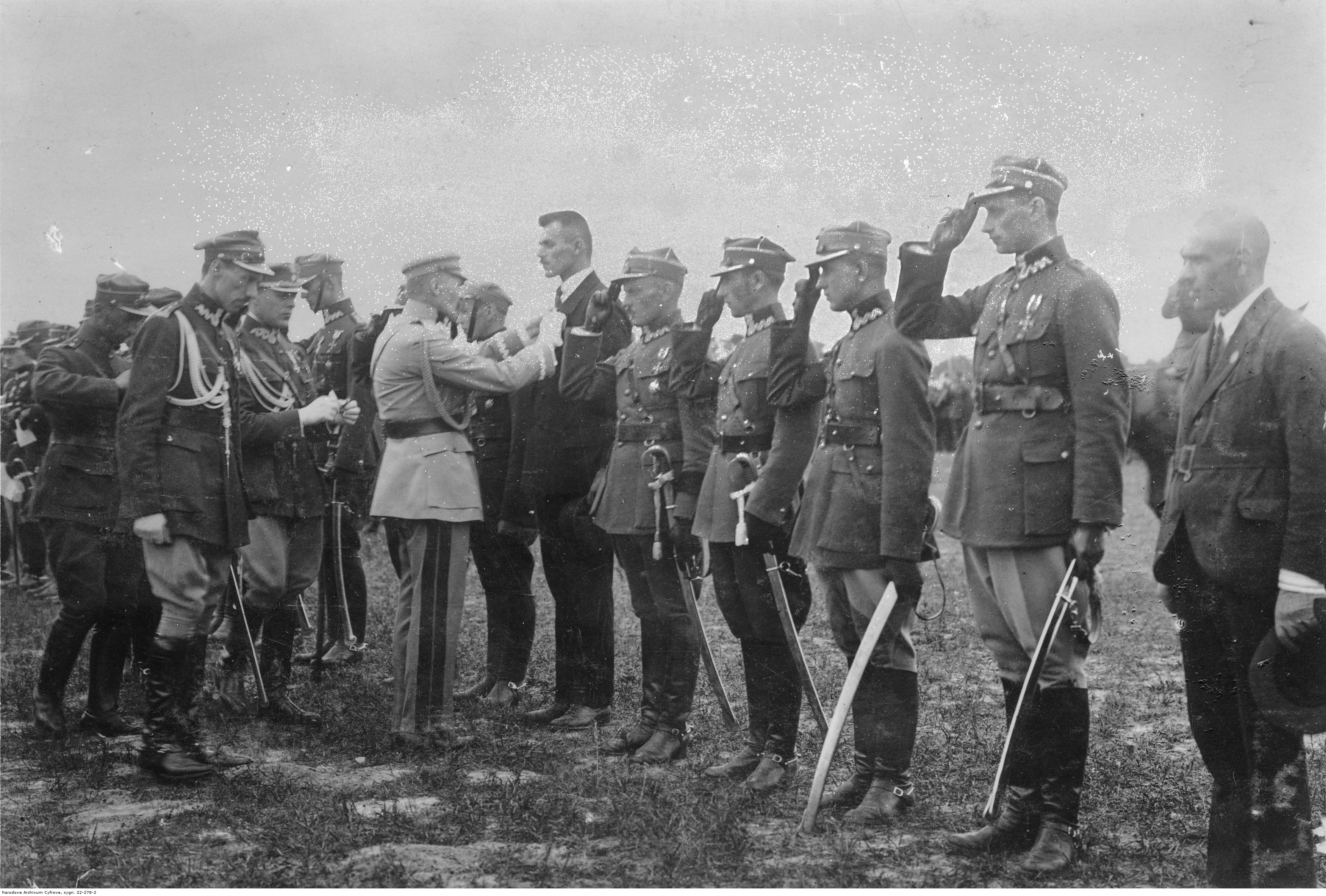
Marszałek Józef Piłsudski dekoruje byłych oficerów Brygady Syberyjskiej; 1922 r.

5 Dywizja Strzelców Polskich (5 DSP) – wielka jednostka piechoty, wchodząca organizacyjnie w skład Armii Polskiej we Francji, zorganizowana na Syberii i tam, w okresie od stycznia 1919 do stycznia 1920 roku, walcząca w wojnie domowej w Rosji.

## Geneza
Po przeprowadzonym 6/7 listopada 1917 przewrocie bolszewickim (rewolucji październikowej) i rozpędzeniu przez bolszewików 18 stycznia 1918 demokratycznie wybranego parlamentu Rosji (Konstytuanty), na całym obszarze tego państwa zaczęły powstawać oddziały wojskowe walczące z bolszewikami. Polacy przebywający na terenie Imperium Rosyjskiego również przystąpili do tworzenia własnych formacji wojskowych. Jeszcze pod koniec 1917 roku zaczęły powstawać niewielkie ochotnicze oddziały. Pierwszy zorganizował się legion omski, później semipałatyński i irkucki. Rok później, po opanowaniu Syberii przez wojska Białych pod dowództwem admirała Aleksandra Kołczaka, w Omsku – stolicy białego rządu rosyjskiego – powołano Polski Komitet Wojenny zajmujący się werbunkiem ochotników oraz organizacją szkoły oficerskiej i podoficerskiej. Jego delegatury powstały w kilkunastu syberyjskich miastach, między innymi w Nowonikołajewsku, Tomsku i Irkucku. Akcją wojskową na Syberii kierował major Walerian Czuma, weteran II Brygady Legionów Polskich. W szczytowym okresie dywizja liczyła około 16 500 żołnierzy.

## Działalność
W rezultacie 25 stycznia 1919 roku powstała 5 Dywizja Strzelców Polskich (nazywana była też Dywizją Syberyjską), w składzie trzech pułków piechoty, batalionu szturmowego, pułku ułanów, pułku artylerii, batalionu inżynieryjnego, służby sanitarnej i taborów – łącznie niemal 12 tysięcy żołnierzy. Na jej czele stanął pułkownik Kazimierz Rumsza. Organizacyjnie dywizja należała wraz z 4 Dywizją Strzelców Polskich generała Lucjana Żeligowskiego (działającą na południu Rosji) do Armii Polskiej we Francji generała Józefa Hallera. Do szeregów Dywizji Syberyjskiej masowo garnęli się Polacy – dawni jeńcy z armii austro-węgierskiej i niemieckiej, jak też miejscowi ochotnicy, często zesłańcy polityczni bądź ich potomkowie. Dywizja od samego początku przystąpiła do walki z oddziałami komunistycznymi, wspomagając rosyjskie wojska kontrrewolucyjne admirała Aleksandra Kołczaka, Korpus Czechosłowacki i wojska Ententy. Do jej głównych zadań należała ochrona strategicznie ważnej Kolei Transsyberyjskiej na prawie tysiąckilometrowym odcinku od Nowonikołajewska przez Aczyńsk, Krasnojarsk do stacji Klukwiennaja. W tym celu wykorzystywała cztery pociągi pancerne o nazwach: „Kraków”, „Warszawa”, „Poznań” i „Poznań II” (zdobyty na bolszewikach). Po rzece Ob pływało kilka uzbrojonych statków z polskimi załogami. Obok walk dywizja prowadziła też działalność kulturalno-oświatową wśród żołnierzy i miejscowej polskiej ludności. Przy poszczególnych oddziałach istniały biblioteki, teatry i gospody żołnierskie. Instruktorzy oświatowi Dywizji prowadzili wykłady z historii i literatury polskiej, a także naukę czytania i pisania. Opieką otaczano działające w syberyjskich miastach polskie drużyny harcerskie. Z okazji świąt narodowych organizowano akademie i wieczornice. Wydawano polską prasę.
Od jesieni 1919 roku – wskutek wielkiej ofensywy bolszewickiej – Dywizja wycofywała się na wschód jako tylna straż pozostałych „białych” wojsk, powstrzymując nieprzyjacielski pościg. Jej marszowi w głąb Syberii towarzyszyły ciężkie walki w trudnych warunkach syberyjskiej zimy, między innymi w okolicach stacji kolejowych Tutalskaja, Litwinowo i 3-dniowy bój kapitana Werobeja pod miastem Tajga. W styczniu 1920 roku, po nawiązaniu tajnych kontaktów między Korpusem Czechosłowackim i bolszewikami, eszelony 5 Dywizji Strzelców Polskich zostały otoczone i 10 stycznia 1920 roku musiały skapitulować i złożyć broń koło stacji kolejowej Klukwiennaja (120 km na wschód od Krasnojarska). Niegodzące się na kapitulację resztki dywizji zorganizowały się w Harbinie w Odrębny Batalion Piechoty pod dowództwem kapitana Józefa Werobeja.

## Epilog
Większość polskich żołnierzy została wzięta do niewoli i następnie skierowana do katorżniczej pracy w bardzo złych warunkach, w związku z czym bardzo wielu z nich zmarło. Ci, którzy przeżyli bolszewicką niewolę, wrócili do Polski dopiero po podpisaniu w marcu 1921 roku traktatu ryskiego kończącego wojnę polsko-bolszewicką 1919/1920 – kadra oficerska zasiliła Dywizję Ochotniczą. Natomiast blisko tysiąc oficerów i żołnierzy nie uznało faktu kapitulacji i – podzieliwszy się na małe oddziałki – przebiło na własną rękę do Irkucka. Stamtąd przez Mongolię i Mandżurię dotarli na wybrzeże Morza Japońskiego. Tam ocalali polscy żołnierze (ponad 900) i około 300 osób cywilnych, na czele których stanął były dowódca Dywizji pułkownik Kazimierz Rumsza, zaokrętowało się na pokład brytyjskiego parowca. Po blisko 3-miesięcznej podróży morskiej 1 lipca 1920 roku dotarli do Gdańska. Zgłosili się oni do walki z bolszewikami w kraju, w związku z czym sformowano z nich batalion strzelców i Legię Oficerską. Potem, gdy do oddziału dołączyło około 5 tysięcy ochotników z Kalisza, Kutna, Łodzi i Włocławka, została utworzona brygada piechoty, zwana Brygadą Syberyjską. O roztoczenie opieki nad zdemobilizowanymi i powracającymi z frontu żołnierzami z 5 Dywizji Syberyjskiej zwracali się księża posłowie, między innymi Władysław Chrzanowski.
W styczniu 1921 roku brygada została przeformowana w Dywizję Syberyjską, a w październiku tego roku przemianowana na 30 Dywizję Piechoty.
Zmarli i pomordowani żołnierze Dywizji Syberyjskiej byli chowani między innymi na cmentarzu w Krasnojarsku (400 ofiar). W syberyjskim mieście zachowanymi mogiłami zajmuje się obecnie miejscowa Polonia.
30 Dywizja Piechoty kontynuowała tradycje Dywizji Syberyjskiej, a jej pułki piechoty:
- 82 Syberyjski pułk piechoty – 1 Syberyjskiego pułku piechoty,
- 83 pułk Strzelców Poleskich – 2 Syberyjskiego pułku piechoty,
- 84 pułk Strzelców Poleskich – 3 Syberyjskiego pułku piechoty.

## Organizacja
Organizacja 5 Dywizji Strzelców Polskich:
- dowództwo 5 Dywizji Strzelców Polskich
- 1 pułk strzelców polskich im. Tadeusza Kościuszki – pułkownik Ludwik Bołdok
- 2 pułk strzelców polskich na Syberii
- 3 pułk strzelców polskich im. Henryka Dąbrowskiego – podpułkownik Romuald Kohutnicki[4]
- batalion kadrowy – podpułkownik Leonard Brzeziński-Dunin
- batalion szturmowy – kapitan Edward Dojan-Miszewski[4]
- 1 pułk ułanów – podpułkownik Konrad Piekarski
- 5 pułk artylerii polowej lekkiej – pułkownik Karol Skirgiełło-Jacewicz[4]
- batalion inżynieryjny – kapitan Ignacy Świerszczewski
- żandarmeria polowa – kapitan Darowski † IV 1920 Krasnojarsk[5]
- sąd dywizyjny – major Kamiński † XI 1920 Omsk[5]
- naczelny lekarz – dr Wiktor Feliks Fiweger (oraz chirurg w szpitalu dywizyjnym)[6]

Skład pułku strzelców:
- 3 bataliony
  - każdy: 3 kompanie po 150 żołnierzy
- batalion karabinów maszynowych
  - 4 kompanie po 6 karabinów maszynowych i 100 żołnierzy
- kompania zwiadu pieszego:
  - 2 karabiny maszynowe i 100 żołnierzy
  - oddział zwiadu konnego: 2 lekkie karabiny maszynowe i 60 żołnierzy
- kompania łączności
- pluton saperów
- kompania sztabowa

Skład pułku ułanów: 4 szwadrony po 150 szabel
Skład pułku artylerii: 6 baterii po 4 działa

## Kawalerowie Virtuti Militari
Żołnierze „5 Dywizji Syberyjskiej WP na Wschodzie” odznaczeni 22 czerwca 1922 roku Krzyżem Srebrnym Orderu Virtuti Militari. Jedną gwiazdką *) oznaczono kawalerów VM – żołnierzy 82 pp, dwiema gwiazdkami **) oznaczono kawalerów VM – żołnierzy 83 pp

1. ś.p. por. Arnold Bednarowski nr 7720*
2. ś.p. por. Władysław Białas nr 7721*
3. ś.p. por. Józef Bulowski nr 7722
4. ppor. Tadeusz Bandoła nr 7756*
5. kpr. Maksymilian Biderman nr 7784*
6. sierż. Franciszek Bogaczewicz nr 7771**
7. por. Tadeusz Brąglewicz nr 7724*
8. kpr. Jan Leszczyński nr 7785[9]
9. kpt. Antoni Jan Żurakowski nr 7717*

## Odznaka
W okresie II Rzeczypospolitej Związek Sybiraków przyznawał odznakę pamiątkową 5 Dywizji Syberyjskiej. Komisja Odznaki Pamiątkowej byłych Wojsk Polskich we Wschodniej Rosji (Syberia) wznowiła prace w 1937 roku.